# Бастомар
Бастома́р (каз. Бастомар) — село у складі району Магжана Жумабаєва Північноказахстанської області Казахстану. Адміністративний центр Бастомарського сільського округу.
Населення — 472 особи (2021; 564 у 2009, 706 у 1999, 931 у 1989).
Національний склад станом на 1989 рік:
- казахи — 41 %
- росіяни — 37 %.